# 皮克斯基尔
皮克斯基尔（英語：Peekskill）是美国纽约州威斯特徹斯特县的一座城市，官方称皮克斯基尔市，属于纽约都会区。皮克斯基尔位于哈德逊河东边的一个海湾，与琼斯角相对。2010年人口普查期间人口为23,583人。
皮克斯基尔被称为是一个早期的美国工业中心，主要由于其铁犁和炉灶产品。现在的Crayola产品制造商Binney＆Smith公司于1864年在安斯维尔以皮克斯基尔化学公司开始。皮克斯基尔的制造基地运作良好，到20世纪末，Fleischmann公司以标准品牌公司名称制造酵母副产品。